# Vismes (bestek)

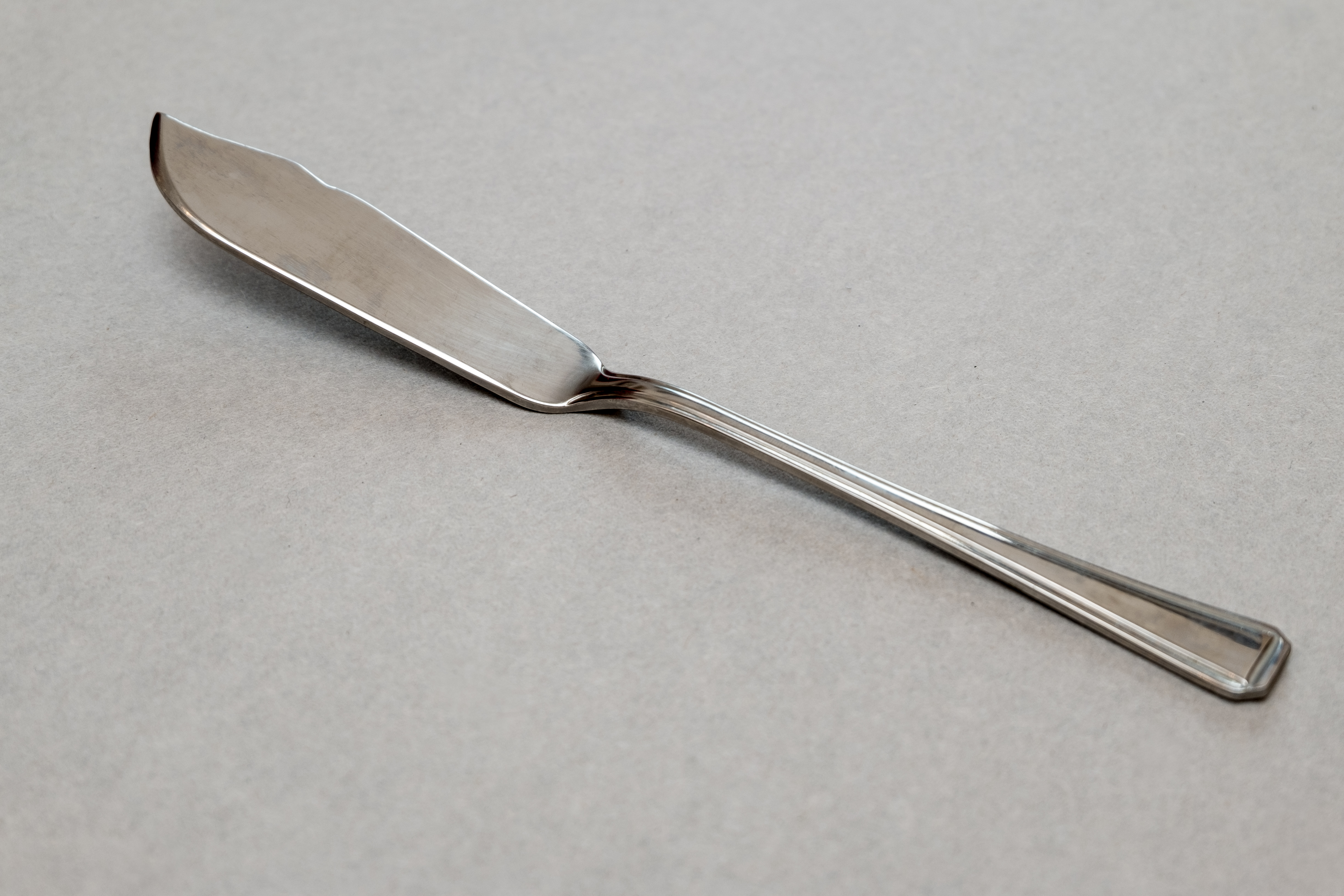
Vismes

Een vismes is een onderdeel van het tafelbestek. Een vismes is speciaal bedoeld om er vis mee te fileren en te eten. Soms wordt een vismes gecombineerd met een vork met een afwijkende vorm. De combinatie heet dan viscouvert.
Een vismes heeft een scherpe punt, zodat het ermee mogelijk is om de graten te verwijderen. Ook de inkeping die soms in het lemmet zit, is bedoeld voor het verwijderen van graten. Het lemmet is vlak, waardoor het gebruikt kan worden om het vlees van de huid los te snijden. Bovendien is het lemmet bot. De reden daarvan is, dat er niet per ongeluk een graat mee kan worden doorgesneden. Daardoor is het met een vismes niet mogelijk om er bijvoorbeeld vlees mee te snijden. Een scherp mes is voor het snijden van gegaarde vis ook niet nodig.

## Geschiedenis
In Engeland verscheen het vismes in de tweede helft van de 19e eeuw, vooral bij mensen uit de middenstand. Vismessen werden vaak verzilverd of waren van zilver gemaakt, omdat men dacht dat andere metalen, met name ijzer, zwart zouden uitslaan als ze in contact kwamen met vis. Ook werd de smaak van de vis aangetast door ijzer. Met het latere roestvast staal, dat vaak voor bestek wordt gebruikt, is dat echter niet het geval.
De hogere standen vonden vismessen onzinnig, met twee vorken kan immers hetzelfde doel worden bereikt.